# Agit Kabayel
Agit Kabayel est un boxeur professionnel allemand, originaire de la région du Kurdistan en Turquie. Il naît le 23 septembre 1992 à Leverkusen. Il est champion d'Europe des poids lourds (EBU), classé 3e dans cette catégorie de poids selon le WBC en mai 2024 et classé 4e parmi les prétendants au titre mondial selon Ring Magazine à la même période.

## Biographie

### Jeunesse
La famille d'Agît Kabayel est composée de kurdes de Pazarcık,,. Il a fréquenté l'école secondaire et a suivi une formation de constructeur de chemins de fer, mais n'a pas exercé ce métier en raison de son engagement dans le sport. Il est le cousin du rappeur KC Rebell. Son père travaillait comme forgeron et ouvrit plus tard un restaurant. Kabayel vit avec sa famille à Bochum-Wattenscheid, où il a grandi.

### Débuts
Agit Kabayel jouait au football dans sa jeunesse avant de se lancer dans la boxe via le kick-boxing. Il a fait ses débuts professionnels à l'âge de 18 ans le 23 juin 2011 à Wuppertal. Après neuf victoires consécutives, il remporte le titre WBC méditerranéen contre Gbenga Oluokun le 22 mars 2014 à Tekirdağ, en Turquie. Après deux victoires contre Shalva Jomardashvili et Lawrence Tauasa, il bat Christian Lewandowski par KO et remporte le titre européen de l'EBU.

### Titres internationaux

#### Championnat d'Europe
Agit Kabayel a battu le Belge Hervé Hubeaux par décision unanime le 4 février 2017 à Magdebourg, devenant ainsi le champion d'Europe poids lourd de l'EBU.
Le 4 novembre 2017, Kabayel défend son titre de champion d'Europe contre Dereck Chisora par décision majoritaire. Ce combat en douze rounds s'est déroulé à Monte-Carlo. Il a remporté le championnat pour la deuxième fois le 21 avril 2018 à Berlin - Neukölln par KO au troisième round contre le serbe Miljan Rovčanin. Son combat contre Chisora est élu combat EBU de l'année 2017 en juin 2018.
Il a remporté la troisième défense de son titre EBU contre l'Ukrainien Andriy Rudenko le 2 mars 2019 à Magdebourg. En septembre 2019, il est devenu le premier allemand à signer un accord promotionnel avec la chaîne américaine ESPN.

#### Championnats WBA, WBC et NABO
Le 18 juillet 2020, il remporte le championnat continental WBA aux points contre le Grec Evgenios Lazaridis. Il a défendu ce titre en décembre 2021 contre Kevin Johnson aux points.
Le 4 mars 2023, Kabayel a battu par KO au troisième round le Croate Agron Smakici à Bochum, bien qu'il a été à son tour compté au deuxième rpund. En conséquence, il a de nouveau conservé le titre de champion d'Europe de l'EBU.
Le 23 décembre 2023, il bat le Russe Arslanbek Machmudov (18-0, 17 KO) via arrêt de l'arbitre au quatrième round pour remporter les championnats nord-américains WBA Inter-Continental et NABF.
Le 18 mai 2024, il bat également le Cubain Frank Sánchez (24-0, 17 KO) au septième round, remportant les championnats WBC Continental America et NABO North America ce qui lui permet de prétendre à un combat de championnat du monde WBC.